# Руска рулетка
Руска рулетка е потенциално смъртоносна игра с огнестрелно оръжие, при която залог е животът на играчите и може да доведе до самоубийството на някой от участниците.
Тази игра произлиза от Русия. Играе се по следния начин: барабанът на револвер се зарежда с един куршум и се завърта. Обикновено револверът има 6 гнезда за куршуми, като 5 остават празни, а едно е заредено (съществуват вариации, при които са заредени до 5 куршума). „Играчът“ опира дулото до слепоочието си и натиска спусъка. Ако има късмет, гнездото, на което е спрял барабанът, е празно.
В преносния смисъл на думата, „руска рулетка“ означава поемане на неоправдани рискове, игра със съдбата, „ва банк“ поемане на риск на живот или смърт. 